# Coppa del Baltico 2003
La Coppa del Baltico 2003 è stata la 20ª edizione della competizione, la 9ª dalla reistituzione di questa manifestazione nel 1991 a seguito del collasso dell'Unione Sovietica.
Ha visto, per la nona volta nella storia, la vittoria della Lettonia.

## Formula
La formula è quella tradizionale della manifestazione, che prevede un girone all'italiana con partite di sola andata tra le tre formazioni partecipanti.

## Classifica finale
| Pos. | Squadra  | Pt | G | V | N | P | GF | GS | DR |
| ---- | -------- | -- | - | - | - | - | -- | -- | -- |
| 1.   | Lettonia | 4  | 2 | 1 | 1 | 0 | 2  | 1  | +1 |
| 2.   | Lituania | 3  | 2 | 1 | 0 | 1 | 6  | 3  | +3 |
| 3.   | Estonia  | 1  | 2 | 0 | 1 | 1 | 1  | 5  | -4 |

## Risultati
| Arbitro: | Ingvarsson |

|           |           |                                                                              |
| Sirel 57’ | Marcatori | 39’ Morinas 45’ D. Česnauskis 72’ Velička 84’ Bezykornovas 90’ E. Česnauskis |

| Arbitro: | Fröjdfeldt |

|                 |           |                        |
| Tamošauskas 73’ | Marcatori | 28’ Laizāns 32’ Rubins |

| Tallinn 5 luglio 2003, ore ? UTC+3 Incontro 3 | Estonia    | 0 – 0 referto | Lettonia | Lilleküla (1000 spett.)\| Arbitro: \| Ingvarsson \| |
| Arbitro:                                      | Ingvarsson |               |          |                                                     |